# Comuna de Kotlin
Kotlin (polaco: Gmina Kotlin) é uma gminy (comuna) na Polónia, na voivodia de Grande Polónia e no condado de Jarociński. A sede do condado é a cidade de Kotlin.
De acordo com os censos de 2007, a comuna tem 7212 habitantes, com uma densidade 84,2 hab/km².

## Área
Estende-se por uma área de 84,08 km², incluindo:
- área agricola: 81%
- área florestal: 11%

## Demografia
Dados de 30 de Junho 2004:
|                      | Total   | Total | Mulheres | Mulheres | Homens  | Homens |
| -------------------- | ------- | ----- | -------- | -------- | ------- | ------ |
|                      | pessoas | %     | pessoas  | %        | pessoas | %      |
| População            | 7082    | 100   | 3591     | 50,7     | 3491    | 49,3   |
| Densidade (pop./km²) | 84,2    | 100   | 42,7     | 42,7     | 41,5    | 41,5   |

De acordo com dados de 2002, o rendimento médio per capita ascendia a 1376,29 zł.

## Subdivisões
- Kotlin, Kurcew, Magnuszewice, Orpiszewek, Parzew, Racendów, Sławoszew, Twardów, Wilcza, Wola Książęca, Wysogotówek, Wyszki.

## Comunas vizinhas
- Czermin, Dobrzyca, Jarocin, Pleszew, Żerków